# The Complete Matrix Tapes
The Complete Matrix Tapes je čtyřdiskové koncertní album americké hudební skupiny The Velvet Underground. Vydala jej dne 30. října 2015 společnost Universal Music Enterprises. Obsahuje nahrávky ze dvou koncertů, které skupina odehrála v klubu The Matrix v kalifornském San Franciscu ve dnech 26. a 27. listopadu 1969. Autorem poznámek v bookletu alba je novinář David Fricke. Producentem kompilace byl Bill Levenson.

## Seznam skladeb
| Disk 1 | Disk 1                                     | Disk 1          | Disk 1 |
| Pořadí | Název                                      | Autor           | Délka  |
| ------ | ------------------------------------------ | --------------- | ------ |
| 1.     | I'm Waiting for the Man                    | Lou Reed        | 13:07  |
| 2.     | What Goes On                               | Reed            | 8:53   |
| 3.     | Some Kinda Love                            | Reed            | 4:58   |
| 4.     | Heroin                                     | Reed            | 8:07   |
| 5.     | The Black Angel's Death Song               | Reed, John Cale | 6:20   |
| 6.     | Venus in Furs                              | Reed            | 4:38   |
| 7.     | There She Goes Again                       | Reed            | 3:13   |
| 8.     | We're Gonna Have a Real Good Time Together | Reed            | 3:20   |
| 9.     | Over You                                   | Reed            | 2:24   |
| 10.    | Sweet Jane                                 | Reed            | 5:12   |
| 11.    | Pale Blue Eyes                             | Reed            | 6:05   |
| 12.    | After Hours                                | Reed            | 2:58   |

| Disk 2 | Disk 2                                     | Disk 2 | Disk 2 |
| Pořadí | Název                                      | Autor  | Délka  |
| ------ | ------------------------------------------ | ------ | ------ |
| 1.     | I'm Waiting for the Man                    | Reed   | 6:33   |
| 2.     | Venus in Furs                              | Reed   | 5:11   |
| 3.     | Some Kinda Love                            | Reed   | 4:04   |
| 4.     | Over You                                   | Reed   | 3:02   |
| 5.     | I Can't Stand It                           | Reed   | 7:54   |
| 6.     | There She Goes Again                       | Reed   | 2:50   |
| 7.     | After Hours                                | Reed   | 2:30   |
| 8.     | We're Gonna Have a Real Good Time Together | Reed   | 3:40   |
| 9.     | Sweet Bonnie Brown/Too Much                | Reed   | 7:50   |
| 10.    | Heroin                                     | Reed   | 10:05  |
| 11.    | White Light/White Heat                     | Reed   | 9:27   |
| 12.    | I'm Set Free                               | Reed   | 4:48   |

| Disk 3 | Disk 3                                     | Disk 3                                           | Disk 3 |
| Pořadí | Název                                      | Autor                                            | Délka  |
| ------ | ------------------------------------------ | ------------------------------------------------ | ------ |
| 1.     | We're Gonna Have a Real Good Time Together | Reed                                             | 3:15   |
| 2.     | Some Kinda Love                            | Reed                                             | 4:38   |
| 3.     | There She Goes Again                       | Reed                                             | 2:59   |
| 4.     | Heroin                                     | Reed                                             | 8:28   |
| 5.     | Ocean                                      | Reed                                             | 10:59  |
| 6.     | Sister Ray                                 | Reed, Cale, Sterling Morrison, Maureen Tuckerová | 36:54  |

| Disk 4 | Disk 4                                     | Disk 4 | Disk 4 |
| Pořadí | Název                                      | Autor  | Délka  |
| ------ | ------------------------------------------ | ------ | ------ |
| 1.     | I'm Waiting for the Man                    | Reed   | 5:31   |
| 2.     | What Goes On                               | Reed   | 4:31   |
| 3.     | Some Kinda Love                            | Reed   | 4:03   |
| 4.     | We're Gonna Have a Real Good Time Together | Reed   | 3:24   |
| 5.     | Beginning to See the Light                 | Reed   | 5:30   |
| 6.     | Lisa Says                                  | Reed   | 6:00   |
| 7.     | New Age                                    | Reed   | 6:28   |
| 8.     | Rock & Roll                                | Reed   | 6:54   |
| 9.     | I Can't Stand It                           | Reed   | 6:52   |
| 10.    | Heroin                                     | Reed   | 8:18   |
| 11.    | White Light/White Heat                     | Reed   | 8:43   |
| 12.    | Sweet Jane                                 | Reed   | 4:20   |

## Obsazení
- Lou Reed – zpěv, kytara
- Sterling Morrison – kytara, doprovodné vokály
- Doug Yule – baskytara, varhany, doprovodné vokály
- Maureen Tuckerová – perkuse